# ビブオ
ビブオ（1983年 - ）は、日本の漫画家。男性。東京都調布市出身。東京造形大学造形学部美術学科卒業。
小学館の青年向け漫画雑誌『月刊IKKI』の新人賞「イキマン」に「ビビトトレーハ氏の招待」を投稿し、第38回の同賞を受賞。2009年8月号に掲載された同作でデビューとなった。同年10月号から『シャンハイチャーリー』を連載し、2010年に初の単行本として出版された。
2013年、日本テレビのテレビドラマ『泣くな、はらちゃん』にて、ドラマ内でヒロインが描く漫画の作画を担当し、ツイッターのフォロワーが激増するなど注目を集めた。

## 作品リスト

### 単行本
- シャンハイチャーリー（2010年5月28日発売、小学館〈IKKI COMIX〉）ISBN 978-4091885166

### その他
- 泣くな、はらちゃん（2013年、日本テレビ） - 漫画担当、最終話ゲスト出演（大橋さんの息子さん 役）[6]
  - 作品は『泣くな、はらちゃん シナリオBOOK』（2013年3月21日発売、日本テレビ放送網、ISBN 978-4820301257）に収録。
- いるか句会へようこそ! 恋の句を捧げる杏の物語（堀本裕樹著、駿河台出版社、ISBN 978-4411040282） - イラスト